# Malalai Joya
Malalai Joya (en pachto : ملالی جویا), née le 25 avril 1978, est une femme politique et féministe afghane. Socialiste, elle est élue députée en 2005 et est la plus jeune à siéger au Parlement afghan, où elle représente sa ville natale de Farah,.

## Jeunesse
Née le 25 avril 1978, Malalai Joya est l'ainée de sept sœurs et trois frères. Lorsque l'armée soviétique envahit l'Afghanistan, son père arrête ses études de médecine pour rejoindre l'armée rebelle. Il perd une de ses jambes lors d'un combat. Malalai Joya est âgée de quatre ans lorsque sa famille quitte leur pays pour se réfugier en Iran, pays frontalier. Comme les enfants afghans n'ont pas le droit d'aller dans les écoles iraniennes, son père décide, trois ans plus tard, de déplacer sa famille dans un camp de réfugiés à Quetta, au Pakistan, autre pays frontalier de l'Afghanistan. Elle réussit à étudier et à apprendre l'anglais.
En 1998, l'armée russe quitte le pays. Après avoir passé seize ans dans des camps de réfugiés, la famille Joya réintègre son pays et sa province d'origine. Les talibans sont désormais au pouvoir et imposent leur vision religieuse,.

« Mes parents ont choisi un prénom faisant référence à Malalai de Maiwand. Elle était une jeune femme qui, en 1880, est allé à la ligne de front de la seconde guerre anglo-afghane pour s'occuper des blessés. Lorsque les combattants étaient sur le point d'abandonner, elle a ramassé le drapeau afghan et a conduit les hommes dans la bataille elle-même. Elle a été tuée - mais les britanniques ont subi une défaite historique, et, à la fin, ils ont été chassés. »

— Malalai Joya,
Sous le régime taliban, sa famille étant revenue en Afghanistan, Malalai Joya prend en charge un dispensaire et donne des cours d'alphabétisation destinés aux femmes mais de manière clandestine.

## Politique

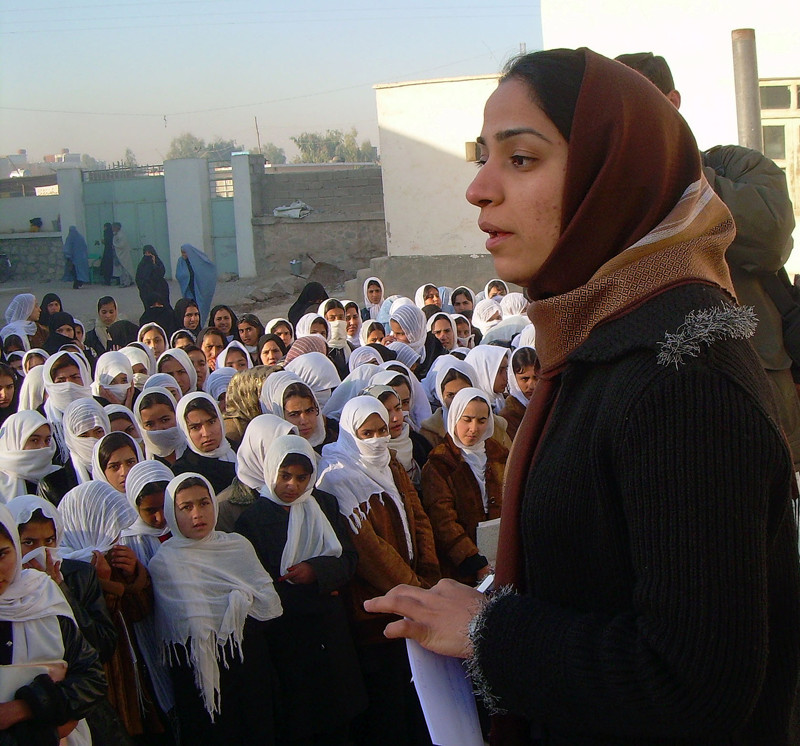
Malalai Joya en visite dans une école pour filles à Farah, en 2007.

Elle dirige le groupe non gouvernemental Organization of Promoting Afghan Women’s Capabilities (OPAWC) qui agit dans les provinces occidentales d’Afghanistan : aide à la santé, à l’éducation et à la formation professionnelle en vue de gagner autonomie économique.
Ses actions se font remarquer dans toute la province de Farâh, l'une des plus pauvres et conservatrices d’Afghanistan. En 2003, elle décide de participer à la Loya Jirga, une assemblée traditionnelle destinée à créer la future Constitution afghane. Le 17 décembre de la même année, elle effectue un discours devant cette assemblée composé de centaines d'hommes. Ses propos ébranlent l'assemblée, elle demande : « Pourquoi permettez-vous aux criminels responsables de la situation actuelle de siéger dans cette enceinte ? », et ajoute « Ils devraient être traînés devant les tribunaux nationaux et internationaux. ». La jeune femme est prise à partie, son micro est coupé. Elle est injuriée, traitée de « communiste » et de « putain ». Malalai Joya devient une cible (plusieurs parlementaires l'agressent) mais sa popularité à l'extérieur est importante.
Cette popularité lui permet en septembre 2005, de devenir la plus jeune députée du Parlement afghan. Au cours de ses deux ans, lorsqu'elle s'exprimait, les parlementaires fermaient son micro et la députée n'a jamais pu terminer une intervention. Des menaces de viol ont été lancées à son encontre dans l'enceinte même de l'hémycicle. Son franc-parler dérange les seigneurs de la guerre et leurs alliées qui la font expulser du Parlement en 2007. Malalai Joya dénonce également la présence des troupes de l'OTAN dans le pays et demande leur retrait.
En 2010, elle a échappé à cinq tentatives d'assassinat depuis le début de sa carrière politique.

## Distinctions
- 2004 : Prix Malalai de Maiwand remis par l'Union culturelle des Afghans en Europe[10].
- 2004 : le 3 décembre, Malalai Joya et Tamara Chicunova reçoivent le prix de la femme de l'année, parrainé par le Conseil régional de la Vallée d'Aoste, en reconnaissance aux femmes, dans le monde entier, qui se sont engagés pour la justice et la solidarité[11].
- 2008 : International Human Rights Film Award pour Enemies of Happiness[12].
- 2008 : Prix Anna-Politkovskaïa[13].
- 2011 : le 8 mars, le journal The Guardian la liste dans le top 100 des femmes activistes et militantes[7].

## Documentaires sur Malalai Joya
Malalai Joya est le sujet principal de deux documentaires de la danoise Eva Mulvad, Vores lykkes fjender, aussi connu sous le titre anglais Enemies of Happiness, de 2006 et A Woman Among Warlords de 2008. Le premier raconte l'entrée au parlement de Malalai Joya. Le documentaire attire l'attention de plusieurs directeurs de festivals à travers le monde et remporte plusieurs prix, dont le Grand prix du jury dans la catégorie World Cinema Documentary au Festival du film de Sundance et le Loup d'argent du Festival international du film documentaire d'Amsterdam.

## Livre inspiré par Malalai Joya
La vie et l'activité politique de Malalai Joya ont inspiré le roman d'aventure de l'écrivain Thomas Pistoia La leggenda del Burqa,, publié en Italie.